# Eisenbahnunfall von Xindian
Bei dem Eisenbahnunfall von Xindian explodierte am 29. Mai 1948 Campher-Öl in einem Zug, als er bei Xindian, heute ein Stadtbezirk von Neu-Taipeh, eine Flussbrücke befuhr. Etwa 64 Menschen starben.
Der brennende Zug blieb auf der Brücke über den Xindian-Fluss liegen. Die Menschen im Zug sprangen zum Teil in den Fluss und ertranken, 40 verbrannten im Zug. Es handelt sich um den Eisenbahnunfall mit der höchsten Opferzahl, der sich je in Taiwan ereignete. Die exakte Zahl der Toten wurde nicht festgestellt.